# Nova rossa luminosa

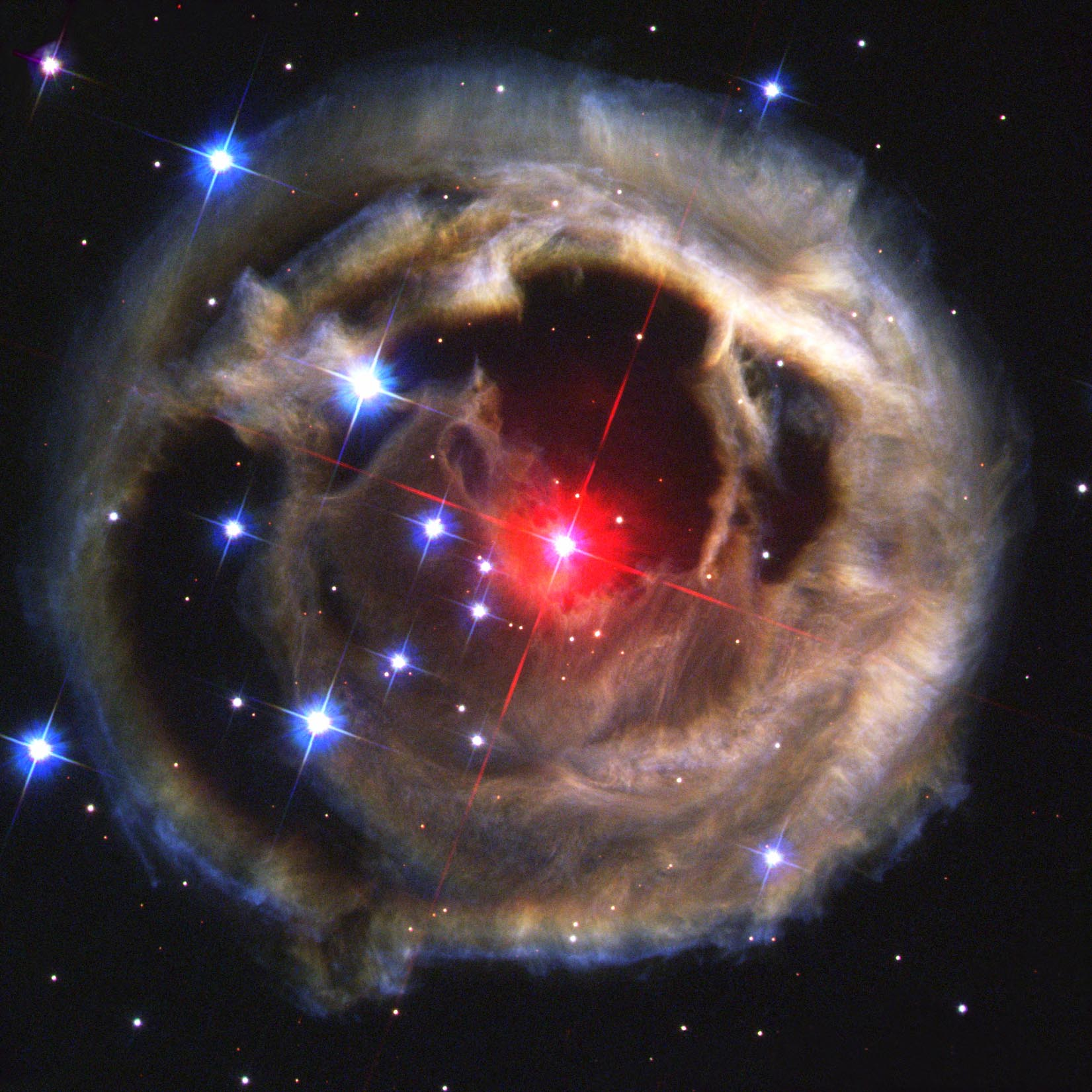
V838 Monocerotis – una possibile nova rossa luminosa

Una nova rossa luminosa (abbreviazione in inglese: LRN da Luminous Red Nova, pl. luminous red novae, pl. abbr. LRNe) è un'esplosione stellare che si pensa sia dovuta alla fusione di due stelle. Sono caratterizzate da un distinto colore rosso e da una curva di luce spettroscopica che persiste con una luminosità rinascente nell'infrarosso. Le novae rosse luminose non devono essere confuse con le novae standard, le esplosioni che si verificano sulla superficie delle stelle nane bianche.

## Scoperta
Un piccolo numero di oggetti che mostrano le caratteristiche delle novae rosse luminose sono stati osservati negli ultimi 30 anni circa. La stella rossa M31-RV nella Galassia di Andromeda brillò intensamente durante il 1988 e potrebbe essere stata una nova rossa luminosa. Nel 1994, V4332 Sgr, una stella della galassia della Via Lattea, brillò in modo simile, e nel 2002, V838 Mon fece lo stesso e fu studiata abbastanza da vicino.
La prima nova rossa luminosa confermata è stato l'oggetto M85 OT2006-1, nella galassia M85. È stato osservato per la prima volta durante una ricerca di supernove dell'Osservatorio Lick, e successivamente esaminato da una squadra di astronomi dell'U.C. Berkeley e del Caltech. Il team, guidato da Shrinivas Kulkarni, ha confermato la sua differenza da esplosioni note come novae e pulsi termici e ha annunciato Luminous Red Novae come una nuova classe di esplosioni stellari in un comunicato stampa del 23 maggio 2007 e pubblicato sulla rivista Nature.
V1309 Scorpii è una nova rossa luminosa che ha seguito la fusione di un binaria a contatto nel 2008.
Nel gennaio 2015 è stata osservata una nova rossa luminosa nella Galassia di Andromeda.
Il 10 febbraio 2015, una nova rossa luminosa è stata osservata nella Galassia Girandola da Dumitru Ciprian Vîntdevară del Planetario e dell'Osservatorio Astronomico del Museo Vasile Parvan di Bârlad, in Romania.

## Caratteristiche
La luminosità dell'esplosione che si verifica nelle novae rosse luminose è tra quella di una supernova (che è più luminosa) e di una nova (meno luminosa). La luce visibile dura per settimane o mesi ed è distintamente di colore rosso, diventando più tenue e più rossa nel tempo. Quando la luce visibile si attenua, la radiazione infrarossa cresce e dura anche per un lungo periodo di tempo, di solito attenuandosi e illuminandosi più volte.
Le osservazioni all'infrarosso di M85 OT2006-1 hanno dimostrato che la temperatura di questa stella è leggermente inferiore a 1000 K, una temperatura piuttosto bassa. Non è chiaro se questa caratteristica sia condivisa da altre novae rosse luminose.

## Evoluzione
Il team che sta studiando l'M85 OT2006-1 crede che si sia formata da due stelle di sequenza principale che si sono fuse tra loro. (Vedi la voce V838 Mon per ulteriori informazioni su mergebursts e possibilità alternative.)
Nel momento in cui si verifica il mergeburst (la fusione), la LRN sembra espandersi in modo estremamente rapido, raggiungendo migliaia fino a decine di migliaia di raggi solari in pochi mesi. Ciò farebbe raffreddare l'oggetto, spiegando l'intrigante coesistenza di un bagliore luminoso con un oggetto post-flash freddo.

## Altri punti di vista
Alcuni astronomi ritengono sia prematuro dichiarare una nuova classe di esplosioni stellari basata su un numero così limitato di osservazioni. Ad esempio, Pastorello et al. nel 2007, ha spiegato che l'evento potrebbe essere dovuto a una supernova di tipo II-p e Todd et al. Il 2008 ha sottolineato che le supernove sottoposte ad un alto livello di estinzione saranno naturalmente sia rosse che di bassa luminosità.

## Predizione
È stata fatta una previsione che all'inizio del 2022 (2022,2 ± 0,6) KIC 9832227 si fonderà e produrrà una nova rossa.